# Municipio de Union (condado de Muskingum)
El municipio de Union (en inglés: Union Township) es un municipio ubicado en el condado de Muskingum en el estado estadounidense de Ohio. En el año 2010 tenía una población de 4395 habitantes y una densidad poblacional de 66,68 personas por km².

## Geografía
El municipio de Union se encuentra ubicado en las coordenadas 39°58′18″N 81°46′55″O / 39.97167, -81.78194. Según la Oficina del Censo de los Estados Unidos, el municipio tiene una superficie total de 65.91 km², de la cual 65.88 km² corresponden a tierra firme y (0.05%) 0.03 km² es agua.

## Demografía
Según el censo de 2010, había 4395 personas residiendo en el municipio de Union. La densidad de población era de 66,68 hab./km². De los 4395 habitantes, el municipio de Union estaba compuesto por el 96.77% blancos, el 1.02% eran afroamericanos, el 0.16% eran amerindios, el 0.73% eran asiáticos, el 0.02% eran isleños del Pacífico, el 0.25% eran de otras razas y el 1.05% pertenecían a dos o más razas. Del total de la población el 0.73% eran hispanos o latinos de cualquier raza.